# إدوارد هيرن
إدوارد هيرن (بالإنجليزية: Edward Hearn)‏ هو ممثل أمريكي، ولد في 6 سبتمبر 1888 في دايتون في الولايات المتحدة، وتوفي في 15 أبريل 1963 في مقاطعة لوس أنجلوس في الولايات المتحدة.

## أعمال

### أفلام
- (1926) الجنرال
- (1932) آخر سلالة الموهيكيين
- (1936) سان فرانسيسكو
- (1937) علي بابا يذهب إلى البلدة
- (1938) مدينة الصبيان
- (1941) زهور وسط الغبار

## وصلات خارجية
- إدوارد هيرن على موقع IMDb (الإنجليزية)
- إدوارد هيرن على موقع ألو سيني (الفرنسية)
- إدوارد هيرن على موقع أول موفي (الإنجليزية)
- إدوارد هيرن على موقع قاعدة بيانات الأفلام السويدية (السويدية)
- إدوارد هيرن على موقع قاعدة بيانات الفيلم (الإنجليزية)
- إدوارد هيرن على موقع كينوبويسك (الروسية)